# Cistus palhinhae
Cistus palhinhae là một loài thực vật có hoa trong họ Nham mân khôi. Loài này được N.D.Ingram mô tả khoa học đầu tiên năm 1943.